# غرانت هاكيت
غرانت هاكيت (Grant Hackett) هو لاعب أولمبي لرياضة السباحة من أستراليا. شارك في الأولمبياد الصيفي في 2000–2008، وفاز بما مجموعه 7 ميداليات.

## الميداليات
| ذهب | فضة | برونز | المجموع |
| 3   | 3   | 1     | 7       |

## روابط خارجية
- غرانت هاكيت على موقع IMDb (الإنجليزية)
- غرانت هاكيت على موقع إن إن دي بي (الإنجليزية)
- غرانت هاكيت على موقع الاتحاد الدولي للسباحة (الإنجليزية)
- غرانت هاكيت على موقع SwimRankings.net (الإنجليزية)
- غرانت هاكيت على موقع قاعة مشاهير السباحة العالمية (الإنجليزية)
- غرانت هاكيت على موقع اللجنة الأولمبية الدولية (الإنجليزية)
- غرانت هاكيت على موقع أوليمبيديا (الإنجليزية)
- غرانت هاكيت على موقع اللجنة الأولمبية الأسترالية (الإنجليزية)
- غرانت هاكيت على موقع اتحاد ألعاب الكومنولث (مؤرشف) (الإنجليزية)
- غرانت هاكيت على موقع قاعة أستراليا للمشاهير الرياضية (الإنجليزية)